# AMD K5
K5는 가정용으로 개발된 AMD의 최초의 x86 프로세서이다. 1996년 3월 선보였으며, 당시 주 경쟁 제품은 인텔의 펜티엄 마이크로프로세서였다. K5는 기술적 솔루션과 내부 아키텍처와 관련하여 펜티엄 보다 펜티엄 프로에 더 가까운 설계를 가지고 있었다. 그러나 최종 제품은 성능과 관련하여 펜티엄에 비해 더 빠른 클럭 속도를 지녔음에도 불구하고 펜티엄 속도에 더 가까웠다.

## 모델
K5 프로세서에는 두 개의 집합이 있는데, 각각 SSA/5와 5k86이며, 둘 다 K5 레이블로 출시되었다.

### SSA/5

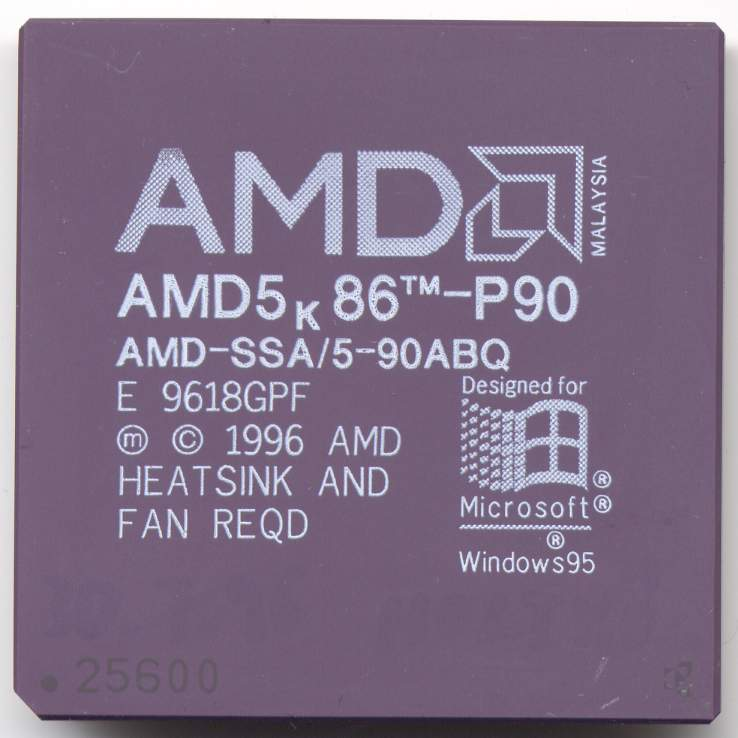
AMD 5K86-P90 (SSA/5)

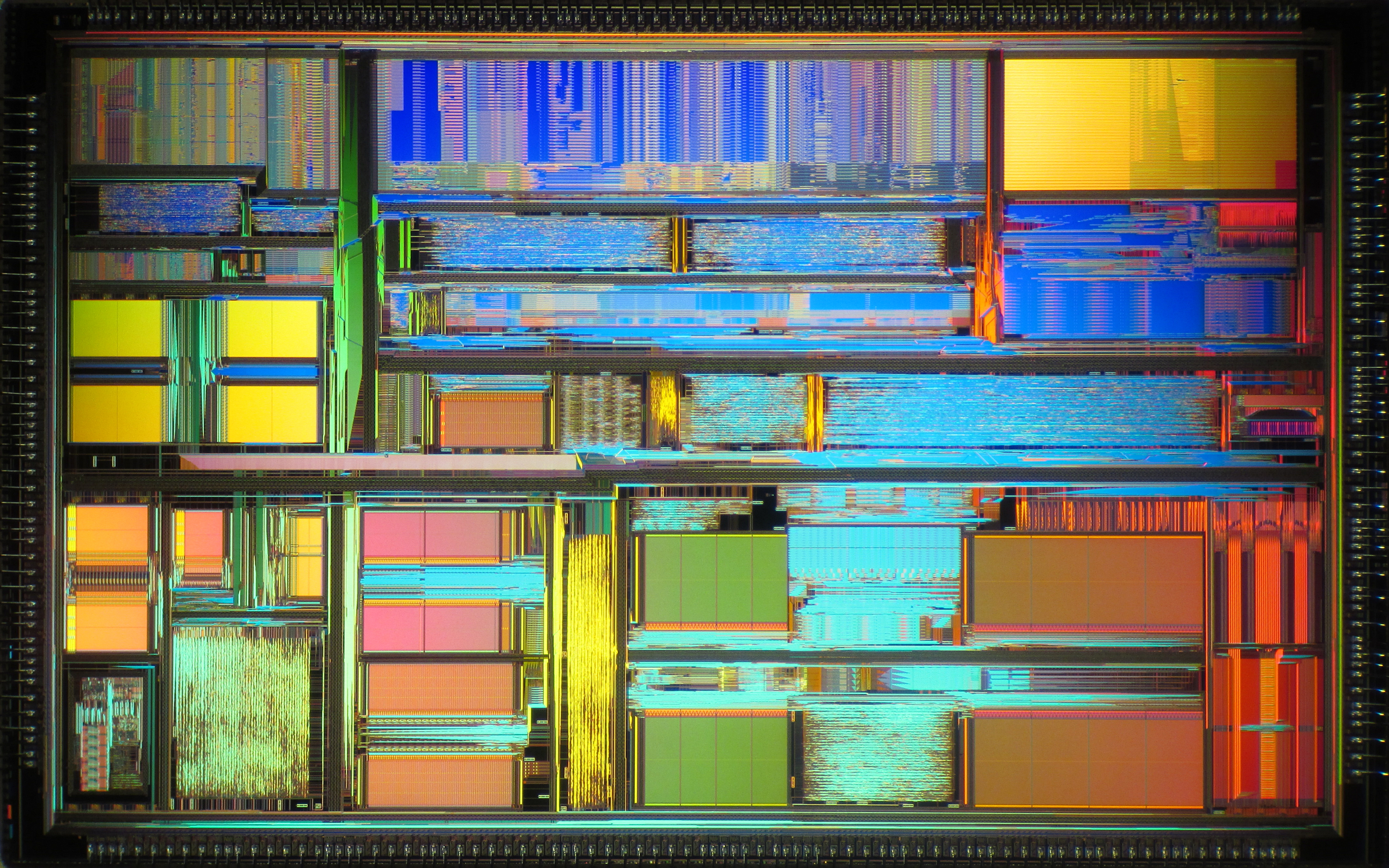
AMD K5 PR75 (SSA/5) 다이 샷

- 판매 제품명: 5K86 P75 ~ P100, 나중에는 K5 PR75 ~ PR100
- 4,300,000 트랜지스터 / 500 또는 350 nm
- L1 캐시: 8 + 16 KB (데이터 + 명령)
- 소켓 5, 소켓 7
- VCore: 3.52V
- 프론트 사이드 버스: 50 (PR75), 60 (PR90), 66 MHz (PR100)
- 첫 출시일: 1996년 3월 27일
- 클럭 속도: 75, 90, 100 MHz

### 5k86

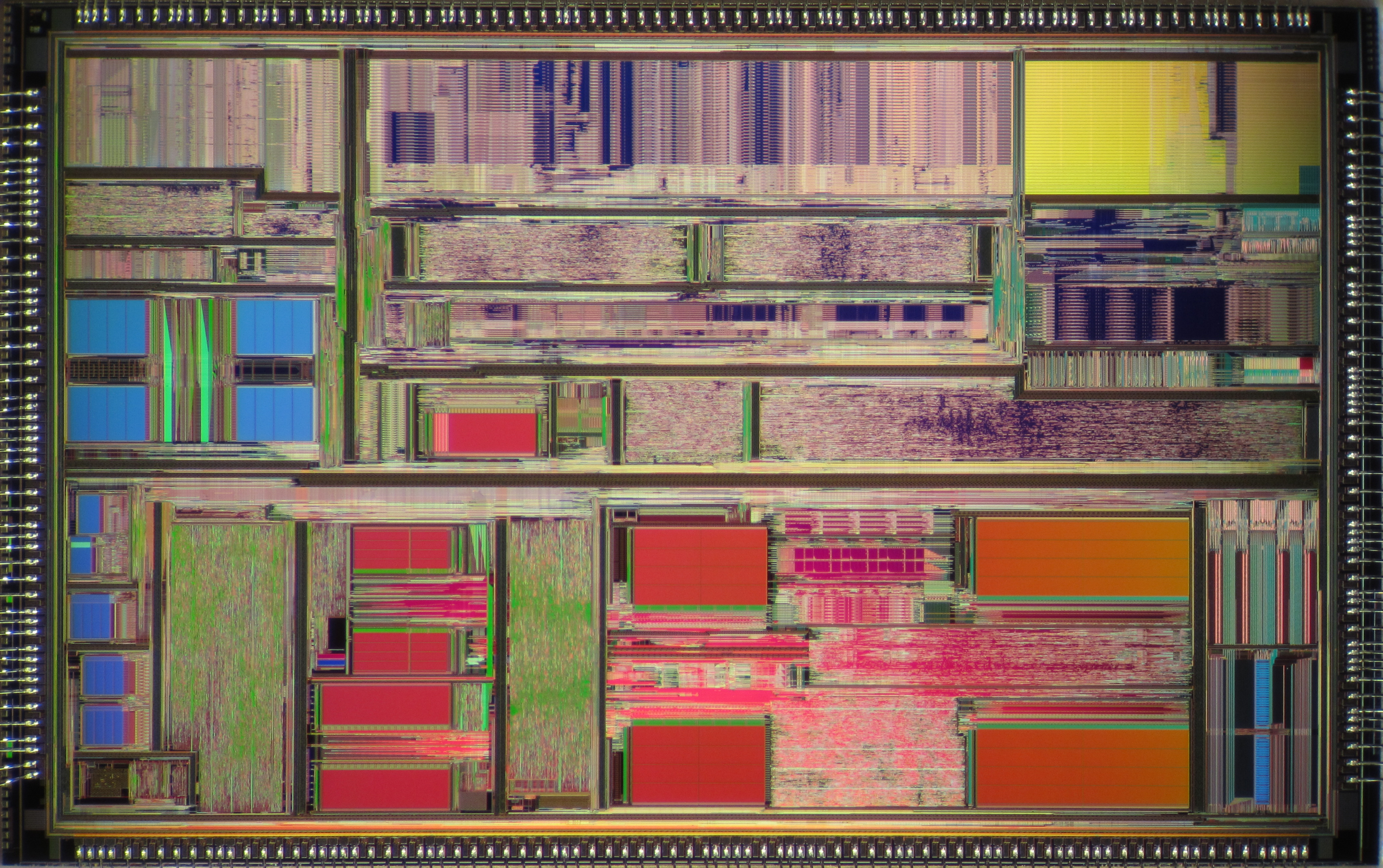
AMD K5 PR150 (5k86) 다이 샷

- 판매 제품명: K5 PR120 ~ PR166 (PR200)
- 4,300,000 트랜지스터 / 350 nm
- L1 캐시: 8 + 16 KB (데이터 + 명령)
- 소켓 5, 소켓 7
- VCore: 3.52V
- 프론트 사이드 버스: 60 (PR120/150), 66 MHz
- 첫 출시일: 1996년 10월 7일
- 클럭 속도: 90 (PR120), 100 (PR133), 105 (PR150), 116.6 (PR166), 133 MHz (PR200)

## 같이 보기
- AMD K5 마이크로프로세서 목록